# Trường Kinh doanh Trulaske
| Sứ mệnh        | Trường Kinh doanh Trulaske cam kết chuển bị cho sinh viên của mình để thành công trong giới kinh doanh và thúc đẩy khối kiến thức về thế giới kinh doanh. |
| Tầm nhìn xa    | Hy vọng của trường là nằm trong số 20 khoa kinh tế hệ công lập trong cả nước.                                                                             |
| Thành lập      | 1914 |
| Tên chính thức | Robert J. Trulaske, Sr. College of Business |
| Thành viên của | Đại học Missouri-Columbia |
| Loại hình      | Công lập |
| Tài trợ        | $68.5 million |
| Trưởng khoa    | Bruce Walker |
| Giảng viên     | 64 |
| Địa điểm       | Columbia, Missouri, Hoa Kỳ |
| Sinh viên      | 4.000 đại học 350 cao học |
|                | |

Trường Kinh doanh Trulaske (Robert J. Trulaske, Sr. College of Business hay Trulaske College of Business), là thành viên lớn thứ hai trong Viện Đại học Missouri-Columbia.

## Lịch sử
Trường đại học kinh doanh được thành lập như một khoa chuyên ngành thâm niên vào ngày 19 tháng 1 năm 1914, với tên gọi là Khoa Thương mại.
Ngày 18 tháng 2 năm 1914, giảng viên đầu tiên được bổ nhiệm là Herbert J.Davenport với cương vị là trưởng khoa. Tổ chức quyên góp uy tín của trường đã được đặt tên là "Hội Herbert J.Davenport" (tiếng Anh: The Herbert J. Davenport), nhằm thể hiện lòng kính trọng với vị trưởng khoa này.
Ngày 31 tháng 5 năm 1916, khoa được đổi tên thành Khoa Thương mại và Quản lý công. Cùng năm đó, Dean Davenport từ chức để nhận học hàm giáo sư kinh tế tại Đại học Cornell.
Ngày 23 tháng 1 năm 1917, tên của khoa được đổi lần nữa thành Khoa Kinh tế và Quản lý công.
Vào những ngày đầu của trường, có những bất đồng xung quanh giá trị của những tiết học tại trường. Một số giảng viên thích dạy những kiến thức nghề nghiệp thực tế trong các bài giảng; số khác lại thích dạy các kiến thức chung, hàn lâm hay lý thuyết. Dean Davenport và Thorstein Veblen, cùng là giáo sư kinh tế, cuối cùng đã quyết định đặt vai trò của kiến thức lý thuyết lên trên những giá trị thực hành. Tuy nhiên, các khoá học về sau vẫn giữ những giá trị thực tế của mình.
Các khoá học của trường nằm trong những khoá chiếm được uy tín hàng đầu trong cả nước. Năm 1916, Hiệp hội các trường và khoa chuyên ngành kinh tế (American Association of Collegiate Schools of Business – AACSB) được thành lập.
Năm 1926, Đại học Kinh tế MU trở thành khoa kinh tế hệ công lập đầu tiên tại Missouri, giành được sự tín nhiệm từ AACSB. Chỉ mới 14 học viện trong cả nước trước MU trở thành thành viên của AACSB. Trường cũng dẫn đầu trong việc tổ chức các khoá học tiến sĩ trong các lĩnh vực liên quan đến kinh tế.
Trường đã sử dụng rất nhiều toà nhà làm văn phòng của mình trong suốt lịch sử hoạt động. Toà nhà Thương mại nguyên gốc nằm ở phía bắc Swallow Hall trong sân Francsis.
Ngày 29 tháng 1 năm 1927, khoa chuyển về phần sân trước đó thuộc về khoa luật và đặt tên mới là toà nhà Kinh tế và Quản lý Công. Phần sân này hiện nay thuộc về một phần của học viện báo chí Donald W.Reynolds.
Năm 1959, Middlebush được xây dựng với tư cách là văn phòng mới cho trường, và được đặt tên theo tên của Frederick A.Middlebush - người từng làm trưởng khoa Kinh tế và quản Lý công sau đó là chủ tịch MU.

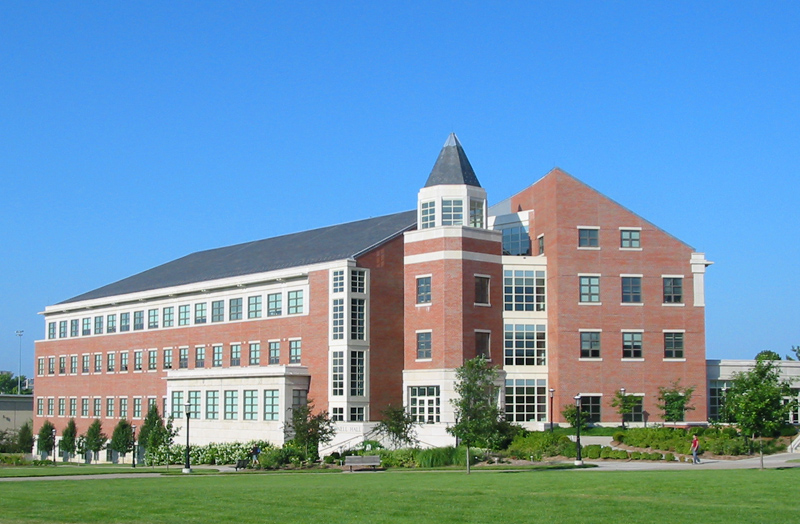
Cornell Hall, toạ lại tại sân Francis, là trụ sở của Đại học Kinh tế Trulaske

Năm 1990, Bruce Walker đảm đương vị trí trưởng khoa Kinh tế. Ngay lập tức ông bắt đầu tìm hiểu khả năng xây dựng một toà nhà mới làm trụ sở cho trường. Cũng tại thời điểm đó, số lượng sinh viên trúng tuyển đã tăng đáng kể so với sức chứa của Middlebushh Hall nay đã quá cũ kỹ, vì vậy các lớp học buộc phải tổ chức ở nhiều toà nhà khác nhau.
Năm 1994, MU bắt đầu phác thảo kế hoạch cho một toà nhà kinh tế mới.
Ngày 18 tháng 9 năm 1999, trường làm lễ khởi công xây dựng trụ sở mới cho trường Đại học Kinh tế. Toà nhà mới có kích thước gấp đôi kích thước của Middlebush. Được hoàn thành vào năm 2002, Cornell Hall có kích thước rộng 150.000 ki-lô-mét vuông với giá trị gần 30 triệu USD. Tên của tòa nhà được đặt theo tên của Harry M.Cornell, Jr, chủ tịch danh dự của Leggett& Patt.
Cornell là cựu sinh viên tốt nghiệp năm 1950. Ông và vợ đã đóng góp gần 7 triệu USD cho ngôi trường.
Ngày 19 tháng 10 năm 2007, Đại học Missouri-Columbia thông báo trường Đại học Kinh tế sẽ chính thức đổi tên thành Đại học Kinh tế Robert J. Trulaske, Sr. Sự thay đổi này kéo theo sau hàng loạt những quà tặng giá trị lớn của Geraldine Trulaske, nhằm tưởng nhớ người chồng quá cố của bà, Robert J. Trulaske, Sr. Ngôi trường là một trong 2 thành viên đào tạo duy nhất được đặt tên tại Mizzou. Thành viên còn lại là Khoa Điều dưỡng Sinclair.

## Các ngành đào tạo
- Khoa kế toán
- Ngành tài chính
- Ngành quản trị kinh doanh
- Ngành marketing

## Xếp hạng
|                                         | 2008 | 2007 | 2006 | 2005 | 2004 | 2003 |
| Business Week (MBA)                     |      |      |      |      |      |      |
| Business Week (Đại học)                 | 84   | NR   |      |      |      |      |
| US News (MBA)                           | 59   | 68   |      |      |      | 81   |
| US News (Đại học)                       | 48   |      |      |      | 46   | 47   |
| Nhật Báo Wall Street                    | 28   | NR   | NR   | NR   | NR   | NR   |
| Forbes (MBA)                            | 46   | NR   | NR   | NR   | NR   | NR   |
| Báo cáo Kế toán công (Cao học/ Kế toán) |      | 21   | 14   | 16   |      |      |
| Báo cáo Kế toán công (Đại học/ Kế toán) |      | 19   | NR   |      |      |      |

## Đời sống và hội sinh viên
Trường Đại học Kinh tế là trụ sở của gần 20 tổ chức chuyên ngành, các câu lạc bộ nam sinh và nữ sinh danh dự. Lịch sử giàu truyền thống từ ảnh hưởng của trường đến các tổ chức sinh viên có thể thấy vào năm 1919, khi Alpha Kappa Psi bắt đầu tổ chức một hội thành viên để có thể được chính thức hoạt động vào những năm sau đó. Một hội nữ sinh kinh tế, Phi Chi Theta, cũng làm việc tương tự vào năm 1926. Hội Upsilon của trường hiện n là hội lớn nhất của Delta Sigma Pi. Hội nữ sinh danh tiếng Beta Gamma Sigma được thành lập vào năm 1931. Ngày truyền thống Thương Nghiệp được tổ chức vào mỗi mùa xuân bắt đầu từ năm 1931, và kể từ đó nó đã phát triển thành Tuần Kinh tế diễn ra vào mỗi mùa xuân tại trường.